# FASM
FASM (flat assembler) este un limbaj de asamblare. Acesta suportă programarea pe arhitecturile de calculatoare IA-32 și x86-64 folosind sintaxa Intel .

## Legături externe
- Proiect FASM : Format:Website oficial, manual oficial, exemple, tabla mesaje, arhivă cu versiuni vechi Arhivat în 27 noiembrie 2015, la Wayback Machine.
- FASMLIB 0.8.0 – 32-bit x86 librării asambler portabile pentru FASM/MASM/YASM/NASM/GASM
- FASMARM – FASM pentru procesoare ARM,  v1.27, 9 iunie 2012
- – JaeEditor 1.0 (Fasm IDE)